# (8257) Andycheng
(8257) Andycheng est un astéroïde de la ceinture principale.

## Description
(8257) Andycheng est un astéroïde de la ceinture principale. Il fut découvert le 28 avril 1982 à la station Anderson Mesa par Edward L. G. Bowell. Il présente une orbite caractérisée par un demi-grand axe de 2,21 UA, une excentricité de 0,18 et une inclinaison de 6,8° par rapport à l'écliptique.

## Compléments